# 90e régiment d'infanterie territoriale
Le 90e régiment d'infanterie territoriale est un régiment d'infanterie de l'armée de terre française qui a participé à la Première Guerre mondiale. Son lieu de regroupement est Magnac-Laval en Haute-Vienne (Limousin).

## Création et différentes dénominations
Le régiment reçoit son numéro par décret du 19 mars 1875, en prévision de la mobilisation.

## Chefs de corps
Lieutenant-colonel Vachaumard

## Historique des garnisons, combats et batailles du90eRIT

### Première Guerre mondiale
Comme tous les régiments territoriaux, il est composé des hommes âgés de 34 à 49 ans, considérés comme trop âgés et plus assez entraînés pour intégrer un régiment de première ligne ou de réserve.

#### Affectations
Le 90e RIT est affecté à la 89e division d'infanterie territoriale commandée par le général Louis Penaud, remplacé le 12 septembre 1914 par le général Frédéric Edmond Bourdériat, puis le 16 novembre par le général Marie Alexandre Gallet et le 21 novembre par le général Edgard de Trentinian. Cette division rassemble les territoriaux de la 12e région militaire (Limoges) et a été mobilisée comme division territoriale de place.

#### 1914
- Effectif au départ vers le front :
  - Officiers........................39
  - Sous-officiers..............162
  - Caporaux....................187
  - Soldats.................... 2.764
- Affecté à la défense du camp retranché de Paris sous les ordres du général Victor-Constant Michel.

## Drapeau
Il porte, cousues en lettres d'or dans ses plis, les inscriptions suivantes :
- L'Yser 1914
- Champagne 1917
- L'Aisne 1918

Le régiment s'est vu décerner la fourragère aux couleurs de la Croix de guerre 1914-1918[réf. nécessaire].
Fait exceptionnel, les trois régiments d'active (138e RI), de réserve (338e RI) et territorial (90e RIT) d'une même ville de garnison (Magnac-Laval) se sont vu décerner cette même fourragère[réf. nécessaire].

## Personnages célèbres ayant servi au90eRIT
- Louis Codet, écrivain et homme politique
- Léonide Babaud-Lacroze, homme politique